# Municipio de Gleghorn-South Kilgore
El municipio de Gleghorn-South Kilgore (en inglés: Gleghorn-South Kilgore Township) es un municipio ubicado en el condado de Clay en el estado estadounidense de Arkansas. En el año 2010 tenía una población de 1754 habitantes y una densidad poblacional de 15,2 personas por km².

## Geografía
El municipio de Gleghorn-South Kilgore se encuentra ubicado en las coordenadas 36°22′53″N 90°35′54″O / 36.38139, -90.59833. Según la Oficina del Censo de los Estados Unidos, el municipio tiene una superficie total de 115.41 km², de la cual 114,35 km² corresponden a tierra firme y (0,92 %) 1,06 km² es agua.

## Demografía
Según el censo de 2010, había 1754 personas residiendo en el municipio de Gleghorn-South Kilgore. La densidad de población era de 15,2 hab./km². De los 1754 habitantes, el municipio de Gleghorn-South Kilgore estaba compuesto por el 97,38 % blancos, el 0,34 % eran afroamericanos, el 0,51 % eran amerindios, el 0,06 % eran asiáticos, el 0,97 % eran de otras razas y el 0,74 % eran de una mezcla de razas. Del total de la población el 1,82 % eran hispanos o latinos de cualquier raza.